# Collomia tenella
Collomia tenella là một loài thực vật có hoa trong họ Polemoniaceae. Loài này được A.Gray mô tả khoa học đầu tiên năm 1870.